# Mustafa Nəsirov
Mustafa Cəfər oğlu Nəsirov (ur. 25 października 1921 w Derbencie, zm. 2012) – azerbejdżański generał major.

## Życiorys
1938 skończył szkołę pedagogiczną w Derbencie, a 1940 Dagestański Instytut Nauczycielski, później pracował jako nauczyciel. Od 22 stycznia 1942 żołnierz wojsk NKWD, kursant szkoły pogranicznej NKWD w Saratowie, po jej ukończeniu został dowódcą plutonu, potem eskadronu kawalerii, 26 lutego 1943 mianowany porucznikiem. Od lutego 1947 komendant garnizonowej komendantury we Frunze, w lipcu 1948 zaocznie ukończył Kirgiski Instytut Państwowy, od października 1948 do czerwca 1952 słuchacz Wojskowego Instytutu MWD/MGB, w sierpniu-wrześniu 1950 brał udział w operacji czekistowsko-wojskowej przeciw antysowieckiemu podziemiu w Zachodniej Białorusi w składzie 284 pułku piechoty wojsk wewnętrznych MGB. Od lipca 1952 pomocnik szefa Wydziału 5 Sztabu Zarządu Wojsk Pogranicznych MGB Okręgu Azerbejdżańskiego, pomocnik naczelnika grupy operacyjnej Zarządu Wojsk Pogranicznych MWD Zakaukaskiego Okręgu Pogranicznego, później zastępca naczelnika 43 oddziału pogranicznego Okręgu Azerbejdżańskiego, naczelnik 128 oddziału pogranicznego Zarządu Wojsk Pogranicznych KGB Okręgu Azerbejdżańskiego, od listopada 1962 do października 1968 naczelnik 41 oddziału pogranicznego Zarządu Wojsk Pogranicznych KGB Okręgu Azerbejdżańskiego.
Od października 1938 do grudnia 1972 zastępca szefa Operacyjnego Wydziału Wojskowego w Baku Zakaukaskiego Okręgu Pogranicznego, od grudnia 1972 do czerwca 1987 zastępca naczelnika wojsk Zakaukaskiego Okręgu Pogranicznego KGB - szef Operacyjnego Wydziału Wojskowego w Baku, od grudnia 1976 do marca 1977 słuchacz wyższych kursów akademickich przy Wojskowej Akademii Sztabu Generalnego Sił Zbrojnych ZSRR im. K. Woroszyłowa, od 1974 generał porucznik. Od marca 1987 do czerwca 1993 przewodniczący Azerbejdżańskiej Republikańskiej Rady Weteranów Wojny, Pracy i Sił Zbrojnych, od lipca 1993 do czerwca 1995 starszy doradca ministra bezpieczeństwa narodowego Azerbejdżanu ds. problemów granic.

## Odznaczenia
- Order Czerwonego Sztandaru
- Order Wojny Ojczyźnianej I klasy
- Order Czerwonego Sztandaru Pracy
- Odznaka "Honorowy Funkcjonariusz Bezpieczeństwa Państwowego"

I 20 medali.